# Особо охраняемая зелёная территория
Особо охраняемая зелёная территория города Москвы (ООЗТ) — разновидность статуса особо охраняемой территории, созданная специально для бывших лесов на присоединённых к Москве в 2012 году территориях так называемой «Новой Москвы». Границы 132 участков, отнесённых к ООЗТ, были определены постановлением Правительства Москвы № 424-ПП от 22 августа 2012 года. Общая площадь ООЗТ составила 670 км².

## Общие сведения
Особо охраняемые зелёные территории предназначаются для выполнения средозащитных, климаторегулирующих, санитарно-гигиенических и рекреационных функций, оказывающих положительное влияние на экологическую обстановку и обеспечивающих благоприятные условия отдыха людей.
На особо охраняемых зелёных территориях запрещается деятельность, не связанная с сохранением и изучением особо охраняемых зелёных территорий, за исключением деятельности, предусмотренной решением Правительства Москвы об отнесении отдельных земель в городе Москве к особо охраняемым зелёным территориям.
Несмотря на кажущийся строгий охранный статус, для изъятия земель из ООЗТ достаточно решения Градостроительно-земельной комиссии.

## Разрешённые виды деятельности
Статус ООЗТ регулируется Постановлением Правительствам Москвы от 22.08.2012 N 423-ПП «Об особо охраняемых зеленых территориях в городе Москве». Статья 5 его разрешает следующие виды деятельности на территории ООЗТ: 
- Научно-исследовательская и образовательная деятельность.
- Рекреационная деятельность.
- Выращивание посадочного материала лесных растений (саженцев, сеянцев).
- Эксплуатация водохранилищ и иных искусственных водных объектов, а также гидротехнических сооружений.
- Реконструкция и эксплуатация линий связи, линий электропередачи, подземных трубопроводов.
- Религиозная деятельность.
- Проведение работ, связанных с устранением аварийных ситуаций и ликвидацией их последствий.
- Мероприятия по поддержанию особо охраняемой территории в состоянии, соответствующем её назначению, в том числе:
  - Восстановление зелёных насаждений, декоративное озеленение (с использованием местных видов растений), формирование почвозащитного подлеска.
  - Проведение биотехнических мероприятий в целях улучшения условий обитания животных.
  - Организация и проведение эколого-просветительских, природно-познавательных мероприятий, развитие эколого-просветительских проектов.
  - Проведение научно-исследовательских работ.
  - Восстановление и сохранение экосистем, разнообразия ландшафта, богатства растительного и животного мира.
  - Рекультивация нарушенных земель в целях проведения природовосстановительных работ.
  - Проведение иных мероприятий, не противоречащих целевому назначению особо охраняемой территории»[1].

Постановлением Правительства Москвы от 22 октября 2014 г. N 616-ПП "О внесении изменений в постановления Правительства Москвы от 22 августа 2012 г. N 423-ПП и от 22 августа 2012 г. N 424-ПП" перечень разрешённых видов деятельности был расширен: 
- Строительство, реконструкция и эксплуатация линий электропередачи, линий связи (в том числе линейно-кабельных сооружений), трубопроводов, автомобильных дорог, железнодорожных линий и других линейных объектов, а также зданий, строений, сооружений, являющихся неотъемлемой технологической частью указанных объектов.

В 2019 году Постановлением Правительства Москвы № 1457-ПП от 11.11.2019 «О внесении изменений в правовые акты города Москвы» перечень был расширен ещё больше: 
- Строительство, реконструкция и эксплуатация объектов капитального строительства физкультурно-оздоровительного, спортивного назначения или размещение объектов, не являющихся объектами капитального строительства, предназначенных для обеспечения занятия физической культурой, спортом, обустройства раздевалок, мест хранения спортивного инвентаря, в том числе с подключением к сетям электроснабжения, водопровода, канализации, теплоснабжения и заглублением до 0,5 м, без устройства фундаментов.

## Ответственные организации
Для содержания и охраны ООЗТ была специально создана Дирекция по обслуживанию территорий зелёного фонда Троицкого и Новомосковского административных округов г. Москвы, производственная база которой расположена в поселении Первомайское.
Экологический контроль ООЗТ осуществляет Департамент природопользования и охраны окружающей среды.

## Правовые и природоохранные проблемы
С момента присвоения лесам статуса ООЗТ на территориях, присоединённых к Москве в 2012 г., его охранный режим многократно подвергался критике со стороны общественности и биологов. К основным проблемам статуса различные авторы относят:
- противоречие между назначением ООЗТ и разрешёнными видами деятельности (строительство транспортной инфраструктуры, включая автомобильные дороги, развязки, парковки, отстойно-разворотные площадки и проч., а также спортивных объектов, капитальных строений не соответствует средозащитным, климаторегулирующим, санитарно-гигиеническим функциям);
- простота вывода лесов из состава ООЗТ решением Градостроительно-земельной комиссии путём изменения границ с одновременным снятием защитного статуса и последующей застройкой этих территорий;
- регулирование правового статуса ООЗТ только на уровне подзаконных актов исполнительной власти без привязки к законам, что позволяет без необходимого обоснования и обсуждения изменять положения об ООЗТ с ослаблением охраны;
- подмена для территорий с особым природоохранным значением строгой охраны статуса региональной ООПТ статусом ООЗТ, не обеспечивающим достаточных мер защиты;
- непрозрачность учёта и динамики площадей ООЗТ;
- отсутствие дифференцирования различных участков ООЗТ по их природоохранной ценности;
- утрата, в том числе критических, местообитаний охраняемых видов растений, животных и грибов несмотря на статус ООЗТ.

Таким образом, вместо выполнения природоохранных функций ООЗТ повсеместно становятся резервными площадками для неограниченного строительства.
В 2016 г. Совет по правам человека при президенте РФ рекомендовал Московской городской Думе и Правительству Москвы усилить правовой статус ООЗТ:
- обеспечить распространение запретов и ограничений, установленных частями 3 и 5.1 статьи 105 Лесного кодекса РФ для городских лесов и лесопарковых зон, на все леса в границах вновь присоединённых к Москве территорий, ранее располагавшиеся на землях лесного фонда;
- осуществить правовое регулирование статуса особо охраняемых зелёных территорий (ООЗТ) Законом г. Москвы, а не подзаконным актом - внесением изменений в Закон г. Москвы от 05.05.1999 г. № 17 «О защите зелёных насаждений» или принятием отдельного закона г. Москвы «Об особо охраняемых зелёных территориях) либо придать особо охраняемым зелёным территориям Новой Москвы статус городских лесов и разработать механизм правового регулирования данной категории зелёных насаждений на территории г. Москвы;
- внести изменения в ст. 8 Закона г. Москвы от 06.11.2002 г. № 56 «Об организации местного самоуправления в г. Москве»: исключить вопросы осуществления градостроительной деятельности на природных и озеленённых территориях ТиНАО г. Москвы из перечня вопросов местного значения городских округов;
- незамедлительно приступить к созданию комплекса новых особо охраняемых природных территорий на территории Новой Москвы;
- ввести мораторий на строительство автодорог, транспортные коридоры которых предусмотрены на лесных территориях Новой Москвы. Вопрос о действительной необходимости каждой из таких автодорог и варианты трассировок решать с участием экспертов-экологов и жителей населённых пунктов, вблизи которых должна пройти такая автодорога, в рамках соответствующих рабочих групп;
- повысить роль Департамента природопользования и охраны окружающей среды г. Москвы как органа исполнительной власти г. Москвы, осуществляющего функции по реализации государственной политики в области охраны и использования зелёного фонда г. Москвы, путём увеличения объёма его полномочий при осуществлении контрольно-надзорных функций в отношении градостроительной деятельности на природных территориях ТиНАО г. Москвы.